# Epilog (album Grzegorza Hyżego)
Epilog (zapis stylizowany: EPILOG)  – trzeci album studyjny polskiego piosenkarza Grzegorza Hyżego. Wydawnictwo ukazało się 25 października 2024 nakładem wytwórni muzycznej Sony Music Entertainment Poland.
Album jest utrzymany w stylu muzyki pop. Składa się z wersji standardowej (1 CD).
Płyta zadebiutowała na 34. miejscu polskiej listy sprzedaży – OLiS.
Nagrania były promowane singlami: „Król nocy”, „Kochanie to ja!”, „I ten numer na lato”, „Sztos”, „Tańcz” i „Z nikim aż tak”.

## Lista utworów
Opracowano na podstawie materiału źródłowego.
| Epilog – Wersja standardowa | Epilog – Wersja standardowa | Epilog – Wersja standardowa      | Epilog – Wersja standardowa                                                     | Epilog – Wersja standardowa |
| Nr                          | Tytuł utworu                | Słowa                            | Muzyka                                                                          | Długość                     |
| --------------------------- | --------------------------- | -------------------------------- | ------------------------------------------------------------------------------- | --------------------------- |
| 1.                          | „Epilog”                    | Grzegorz Hyży, Kamil Durski      | Grzegorz Hyży, Thomas Martin Leithead-Docherty                                  | 3:09                        |
| 2.                          | „Król nocy”                 | Grzegorz Hyży                    | Grzegorz Hyży, Michał Król, Daniel Walczak                                      | 3:07                        |
| 3.                          | „Tańcz”                     | Grzegorz Hyży, Monika Wydrzyńska | Grzegorz Hyży, Thomas Martin Leithead-Docherty, Edward Leithead-Docherty        | 3:18                        |
| 4.                          | „I ten numer na lato”       | Grzegorz Hyży, Daria Zawiałow    | Grzegorz Hyży, Michał Król                                                      | 2:34                        |
| 5.                          | „Sztos”                     | Grzegorz Hyży, Arkadiusz Sitarz  | Grzegorz Hyży, Daniel Walczak, Michał Król                                      | 3:24                        |
| 6.                          | „Kochanie to ja!”           | Grzegorz Hyży, Konrad Biliński   | Grzegorz Hyży, Konrad Biliński                                                  | 3:24                        |
| 7.                          | „Mówisz do mnie”            | Grzegorz Hyży                    | Grzegorz Hyży, Mateusz Tomaszewski, Rafał Łępa, Thomas Martin Leithead-Docherty | 2:50                        |
| 8.                          | „Z nikim aż tak”            | Grzegorz Hyży, Monika Wydrzyńska | Grzegorz Hyży, Rafał Łępa, Konrad Biliński, Mateusz Tomaszewski                 | 3:12                        |
| 9.                          | „Rób tak dalej!”            | Grzegorz Hyży                    | Grzegorz Hyży, Konrad Biliński                                                  | 3:15                        |
| 10.                         | „Lato 2007”                 | Grzegorz Hyży, Konrad Biliński   | Grzegorz Hyży, Konrad Biliński, Jowita Wolak                                    | 2:30                        |
|                             |                             |                                  |                                                                                 | 30:43                       |

## Pozycje na listach sprzedaży

### Pozycje na listach tygodniowych
| Kraj   | Lista (2024)            | Najwyższa pozycja |
| ------ | ----------------------- | ----------------- |
| Polska | OLiS – albumy           | 34                |
| Polska | OLiS – albumy fizycznie | 14                |